# Carl Nicoladoni

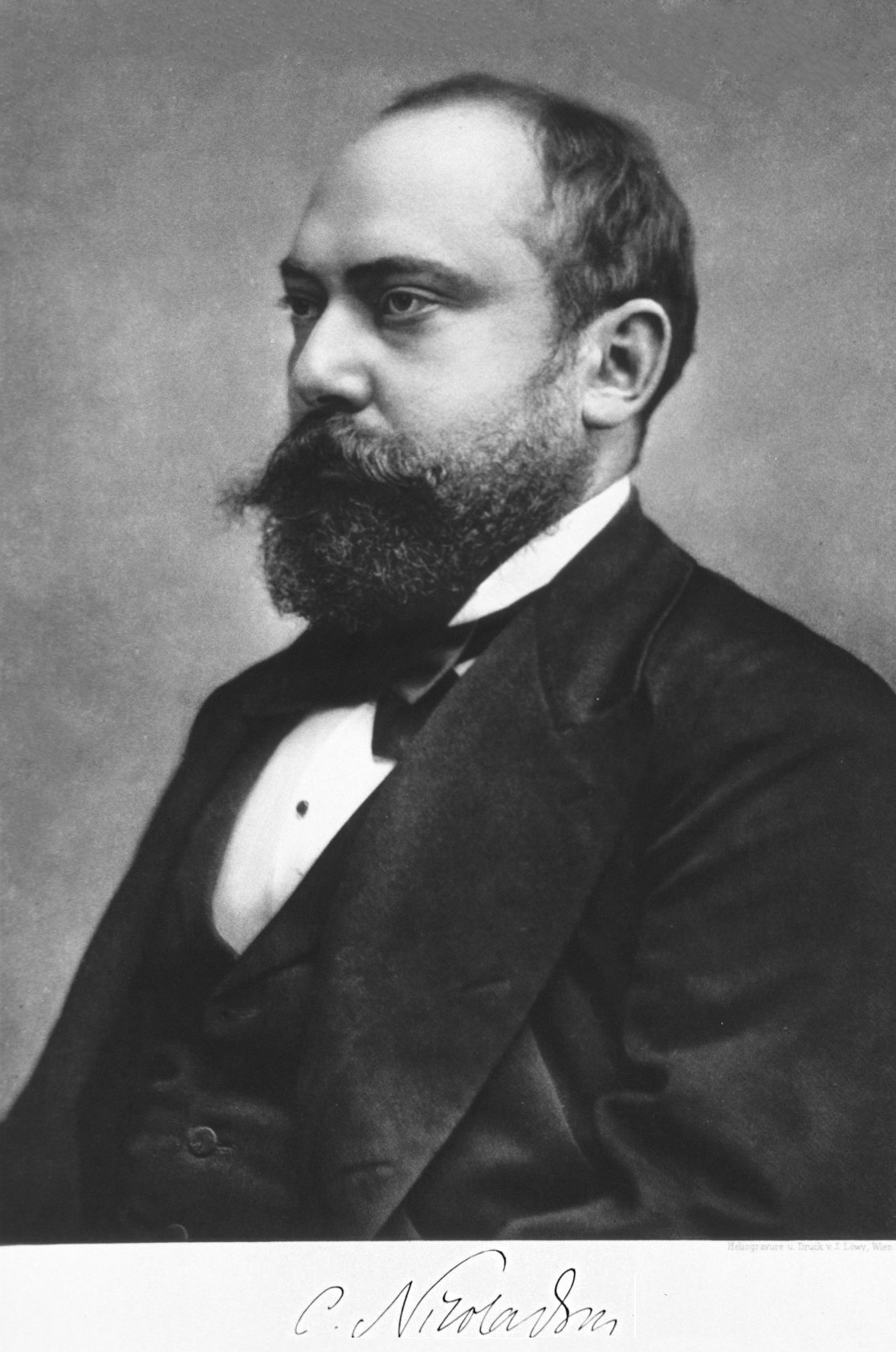
Carl Nicoladoni

Carl Nicoladoni (* 23. April 1847 in Wien; † 4. Dezember 1902 ebenda) war ein österreichischer Chirurg.

## Ausbildung und Beruf
Carl Nicoladoni studierte an der Universität Wien Medizin, graduierte 1870 zum Dr. med. und 1871 zum Dr. chir. Ab 1871 arbeitete er als Aspirant am Allgemeinen Krankenhaus in Wien, dann unter dem Chirurgen Johann Freiherr Dumreicher von Österreicher (1815–1880) an der I. Chirurgischen Universitätsklinik. Als dessen Assistent habilitierte er sich 1876 für Chirurgie (Kurse über Operations- und Verbandslehre, Vorlesungen über Orthopädie).
1880 wurde Nicoladoni Supplent Dumreichers und nach dessen Tod erfolgte im Mai 1881 die Berufung als Ordinarius an die Universität Innsbruck in der Nachfolge von Eduard Albert (1841–1900), der nach Wien berufen wurde. Mehr als 14 Jahre lang wirkte Nicoladoni unter den bescheidenen Bedingungen der Universitätsklinik Innsbruck. Er arbeitete hier bereits nach den Regeln von Joseph Listers Antisepsis. Erst 1887 wurde ein modernerer Klinikneubau eröffnet. Im Studienjahr 1887/88 war Carl Nicoladoni Rektor der Universität Innsbruck. 1894 zum Hofrat ernannt, übernahm Nicoladoni 1895 dann das Ordinariat in Graz, wo er Anton Wölfler († 1917) nachfolgte.

## Leistung
Nicoladoni war ein erfolgreicher Operateur. Zu seinen Schülern zählte Erwin Payr.
Er befasste sich mit der Entwicklung neuer Operationsverfahren (z. B. die erste erfolgreiche Operation eines Ösophagusdivertikels), den Vorschlag der Gastroenterostomie (1881), die Resektion des Darmes bei gangränöser Hernie, die Resektion des Prolapsus recti und die Nahttechnik bei Rektumresektion. Die nach ihm benannte Operation sah den erstmaligen Daumenersatz durch mehrzeitige, gestielte Transplantation der Groß- oder Zweitzehe oder durch von Bauchhaut umhüllten Rippenspan vor. Die horizontale Gastroduodenostomie wie auch Arbeiten auf dem Gebiet der Knochen- und Gelenkserkrankungen, der Anatomie und Mechanik der Skoliose wie auch der Vorschlag und die Durchführung von ersten Sehnentransplantationen 1880 waren Nicoladonis Leistung. Insgesamt erschienen 54 Fachbeiträge zu seinen Hauptthemen.
Einzelbeobachtungen wie die Epithelbildung in Sequesterladen, die durch Samenstrang-Torsion ausgelöste Hodengangrän (Beziehungen zum Kryptorchismus, Operationsvorschlag) und die Beobachtung von Pulsverlangsamung und Blutdruckanstieg bei elastischer Kompression eines arteriellen Rankenaneurysmas (Phlebarteriektasie) an der Extremität (1875) bei einem Patienten der Wiener Chirurgischen Klinik sind sein Verdienst (Nicoladoni-Israel-Branham-Zeichen).
Die motorische Ersatzoperation wurde von ihm 1880 bei  einem gelähmten M. triceps surae durch Verpflanzung beider Peronealsehnen übernommen und erweitert.

## Schriften (Auswahl)
- Phlebarteriectasie der rechten oberen Extremität. In: Archiv für klinische Chirurgie. Band 18, 1875, S. 252.
- Phlebarteriectasie der linken oberen Extremität. In: Archiv für klinische Chirurgie. Band 20, 1876, S. 146.
- Die Torsion der scoliotischen Wirbelsäule. Stuttgart 1882.
- Daumenplastik. 1897.
- Idee einer Enteroplastik. In: Wiener medizinische Presse. Band 28, 1887, S. 1705–1708.
- Plastic Surgery of the Thumb and Organic Substitution of the Fingertip (Anticheiroplastic Surgery and Finger Plastic Surgery). Übersetzt ins Englische von A. Lietze. In: Clin Orthop Rel Res. Band 195,  1985, S. 3.